# 長野県道495号豊科大天井岳線

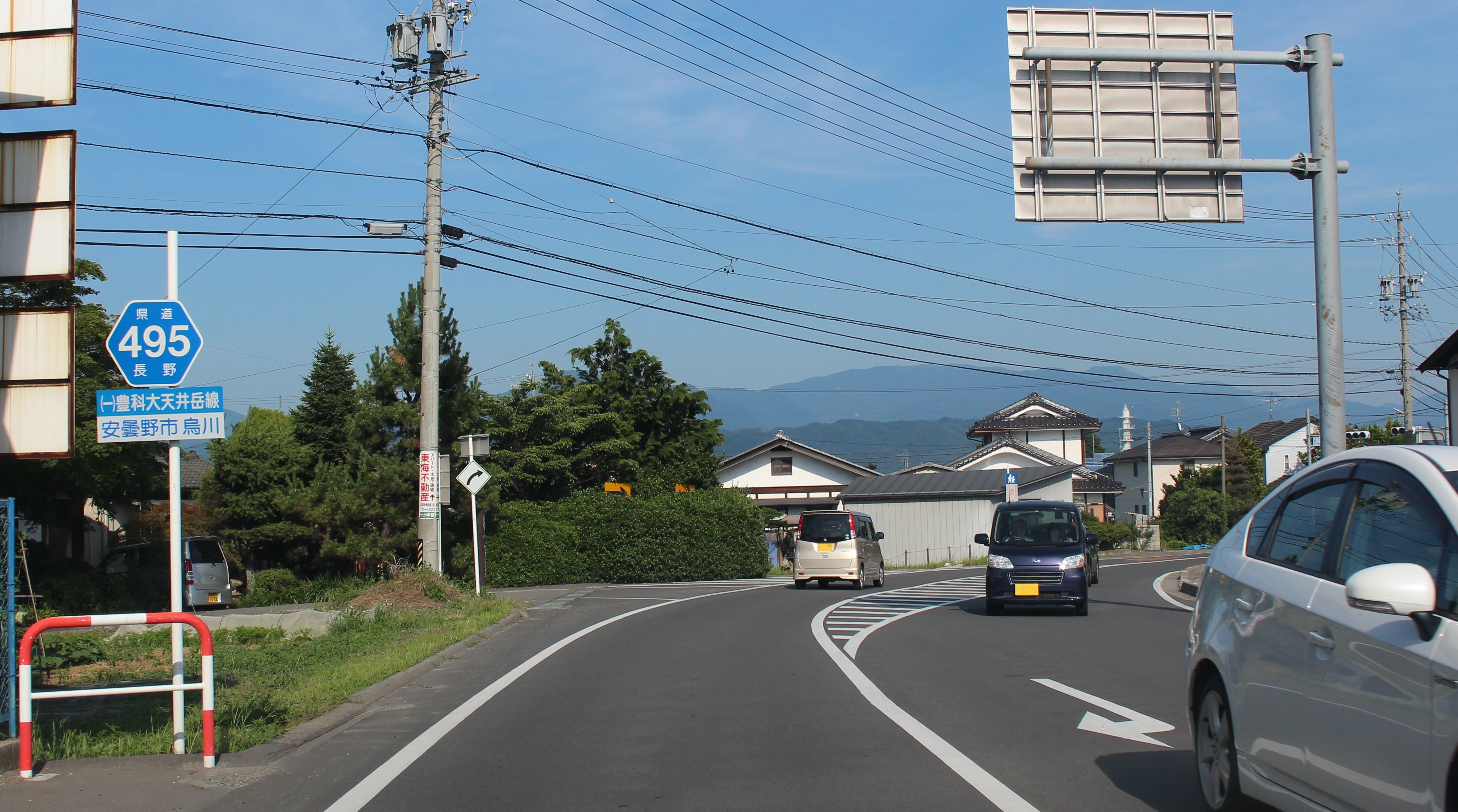
長野県道495号豊科大天井岳線、安曇野市烏川にて

長野県道495号豊科大天井岳線（ながのけんどう495ごう とよしなだいてんじょうだけせん）は、長野県安曇野市豊科を起点とし、飛騨山脈（北アルプス）の大天井岳を終点とする一般県道。

## 概要

### 路線データ

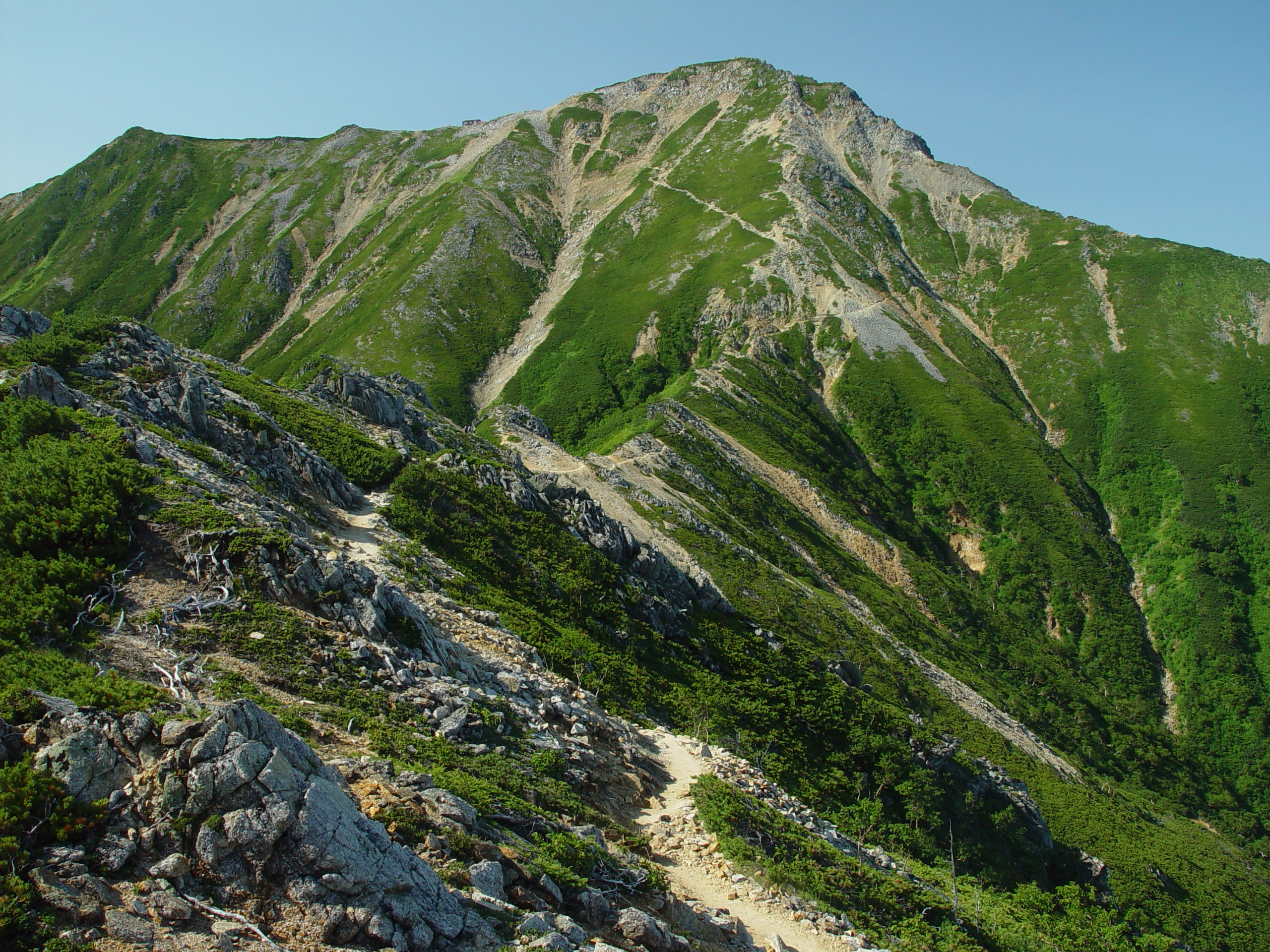
終点の大天井岳

- 起点：安曇野市豊科光（国道19号交点、光橋東交差点）
- 終点：大天井岳

### 区間
| 区間    | 起点                                          | 終点                                          | 延長      | 備考                   |
| ------- | --------------------------------------------- | --------------------------------------------- | --------- | ---------------------- |
| 第1区間 | 光橋東交差点 （安曇野市南穂高206番の310地先） | 小野沢5号橋上 （安曇野市堀金烏川12番の1地先） | 12.1562km |                        |
| 第2区間 | 東峠 （安曇野市三郷小倉3435番の2地先）        | 展望台 （安曇野市三郷小倉3420番の2地先）      | 2.72km    | 三郷スカイラインの一部 |

## 接続・交差する道路

### 第1区間
- 国道19号（起点）
- 長野県道310号柏矢町田沢停車場線（光橋西交差点）
- 国道147号（新田北交差点・新田交差点間）
- 安曇広域農道（下堀西交差点）
- 長野県道25号塩尻鍋割穂高線（須砂渡交差点）
- 林道大野沢線

### 第2区間
- 長野県道319号小倉梓橋停車場線（東峠）
- 林道大野沢線（東峠）
- 林道島々谷線（終点）

## 路線状況
国営アルプスあづみの公園より東は4車線となっているが、岩原山神社から西は離合が困難なほど狭くなり落石などにより孤立する恐れがある。
そのため狭隘区間を避ける約6メートルの須砂渡トンネルが計画されることとなり令和2年度に事業化した。

## 周辺
- アクアピア安曇野
- VAIO本社
- JR大糸線 豊科駅
- 安曇野市役所
- 安曇野市立豊科北小学校
- 国営アルプスあづみの公園
- ほりで〜ゆ〜四季の里